# جلفانوستات
جلفانوستات (يعرف أيضا أمبيروستات) هو جهاز تحكم وقياس له القدرة على الاحتفاظ بالتيار خلال خلية تحليل كهربائي عن طريق المعايرة بمقياس الكولوم مع عدم الأخذ في الاعتبار التغير في الحمل نفسه.
الخاصية الأساسية بها هي اقتراب المقاومة الداخلية إلى ما لا نهاية (عالية جدا فيما يتعلق بالأحمال الشائعة).
يستخدم تصميم الجلفانوستات بشكل أساسي في الكيمياء الكهربائية: يختلف هذا الجهاز عن مصادر التيار الثابتة بقدرته على توفير وقياس مدى واسع من التيارات (من بيكو أمبير إلى الأمبير) لأي قطبية.
يستجيب الجلفانوستات للتغيرات في مقاومة الخلية بتغيير جهد خرجها، كما هو موضح في قانون أوم:
{\displaystyle {R}={U \over I}}
تتناسب مقاومة النظام المتغيرة طرديا مع الجهد المتحكم به:
{\displaystyle U_{c}={R_{v}\times I_{o}}}
حيث
- ({\displaystyle I_{o}}) هو التيار الكهربائي الثابت.
- ({\displaystyle U_{c}}) هو جهد خرج الأمبيروستات المتحكم به.
- ({\displaystyle R_{v}}) هي المقاومة الكهربية التي تتغيير.

ولذلك فإن الزيادة في مقاومة الحمل يقابلها زيادة في جهد الأمبيروستات المعطى للحمل.

## التحقيق الفني
يتكون الجلفانوستات البسيط من مصدر عالي الجهد ينتج جهد ثابت ({\displaystyle U}) مع مقاومة ({\displaystyle R_{x}}) متصلة على التوالى لإجبار التيار على أن يكون ثابت خلال الحمل، يمكن أن تكون هذه المقاومة أعلى من مقاومة الحمل ({\displaystyle R_{load}}). وفي حقيقة الأمر فإن تيار الحمل ({\displaystyle I}) يعطى من العلاقة الأتية:

{\displaystyle I={\frac {U}{R_{x}+R_{load}}}}
إذا كان ({\displaystyle R_{x}}>>{\displaystyle R_{load}}) فإنه يمكن تحديد التيار ({\displaystyle I}) تقريبا عن طريق المقاومة ({\displaystyle R_{x}}) كالتالي:

{\displaystyle I\cong {\frac {U}{R_{x}}}}
يتطلب التحقيق الفني أيضا جهود عالية (تقريبا 100 فولت) لجعل قيمة تيار الحمل ثابتة. ومن ثم فإن الجلفانوستات المعقد التركيب يستخدم مضخمات إلكترونية ذات ارتجاع وجهد منخفض. هذه الأجهزة لها القدرة على توفير تيارات ثابتة في المدى (من بيكوأمبير قليل إلى الأمبيرات المتعددة). تستخدم التصميمات المتشابهة مضخمات تشغيلية للحصول على مدى منخفض من تيارات الارتجاع.

## مثال تطبيقي
يمكن استخدام تقنيات التوضع الجلفانوستاتية في بعض تطبيقات توضع الغشاء الرقيق حيث لا تحتاج التحكم في شكل الغشاء الرقيق.